# Yamabiko Skating Complex
Het Yamabiko Skating Complex (やまびこスケートの森トレーニングセンター) is een ijsbaan in Okaya in de prefectuur Nagano in het midden van Japan. De openlucht-kunstijsbaan is geopend in 1994 en ligt op 942 meter boven zeeniveau.

## Nationale kampioenschappen
- 1999 - JK afstanden
- 1999 - JK sprint